# Louis McLane
Louis McLane (Smyrna, 1786. május 28. – Baltimore, 1857. október 7.) az Amerikai Egyesült Államok szenátora (Delaware, 1827–1829).